# Ulrich Greiner (Zisterzienser)
Ulrich Greiner, OCist (* 20. Februar 1831 in Straden, Steiermark; † 7. Mai 1875), war ein österreichischer Zisterzienser des Stiftes Rein, Herausgeber und Redakteur.

## Leben

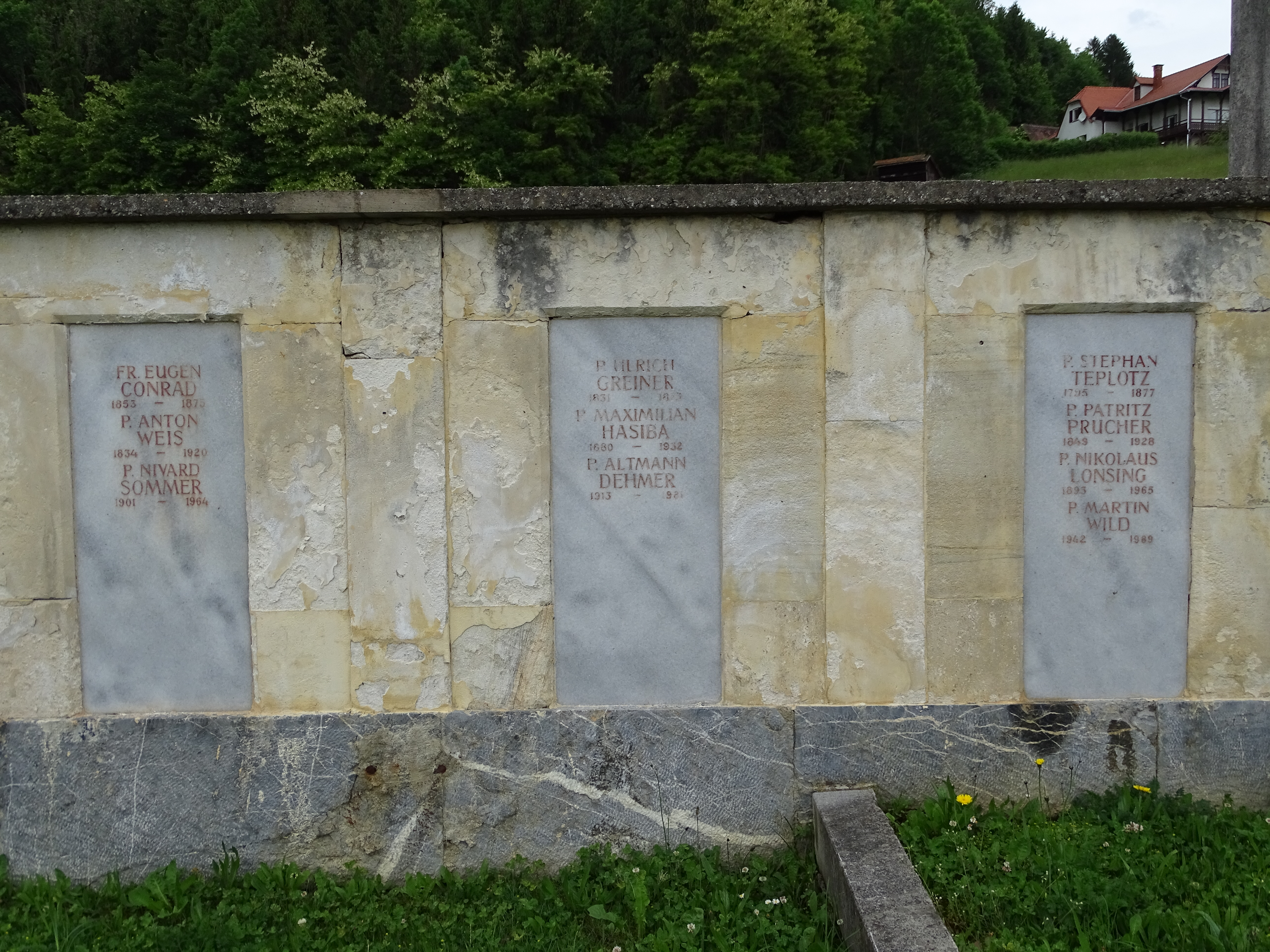
Grabstein von Ulrich Greiner (mittig) auf den Friedhof Stift Rein-Eisbach.

Greiner trat am 27. September 1853 unter Abt Ludwig Crophius als Novize in das Zisterzienserstift Rein ein. Am 20. August 1855 legte er die Profess ab und am 27. Juli 1856 erhielt er die Priesterweihe. Am 1. September 1857 trat er in die Seelsorge ein. Er wurde Kaplan in Sankt Bartholomä (Steiermark), dann Präfekt der Stiftskleriker in Graz von 1862 bis 1867. Nachdem er aus gesundheitlichen Gründen Missar in Straßengel gewesen war, fungierte er ab dem 14. Oktober 1874 erneut in Graz als Präfekt der Stiftskleriker.
Als Autodidakt und auf Reisen durch Deutschland, die Schweiz und Italien, bei denen er größere Kirchen besichtigte, erwarb Greiner kunsthistorische und baugeschichtliche Kenntnisse, die er zu Entwürfen für kleinere Sakralbauten nutzte. Auf seinen Entwurf geht der Bau von drei Kapellen im Pfarrgebiet von Sankt Bartholomä zurück, etwa der Bau der 1860 fertiggestellten, 1861 geweihten Poniglkapelle. Er war Mitglied des Historischen Vereins für Steiermark. Greiner zeichnete und versuchte sich auch im Malen. Unterstützt von Alois Karlon begründete er den Christlichen Kunstverein der Diözese Seckau und dessen Organ, die Zeitschrift Der Kirchenschmuck, die zunächst als Beiblatt zur Grazer Volkszeitung erschien. Für seine Zeitschrift war er bis zu seinem Tod als Redakteur tätig, sein Nachfolger wurde der Kunsthistoriker und Theologe Johann Graus (1836–1926).
Ab 1871 hielt Greiner am bischöflichen Priesterseminar der Diözese Graz-Seckau Vorlesungen über christliche Kunst und schrieb nebenbei populäre Aufsätze für das Blatt Feierabend. Als Manuskripte sind seine Reiseerinnerungen aus dem Jahr 1859 erhalten, außerdem ein historischer Versuch über Die Pfarrkirche zu Stüboll, das einstige Bergwerk und das Heidengebäude daselbst von 1872.